# Prylypcze (przystanek kolejowy)
Prylypcze (pol. Prelipcze, ukr. Прилипче, ros. Прилипче, rum. Prelipcea) – przystanek kolejowy w miejscowości Prylypcze, w rejonie czerniowieckim, w obwodzie czerniowieckim, na Ukrainie. Leży na linii Biała Czortkowska – Zaleszczyki – Stefaneszty.
Przed II wojną światową istniała w tym miejscu stacja kolejowa.